# Real Sociedad Gimnástica de Torrelavega "B"
La Real Sociedad Gimnástica de Torrelavega "B" fue el equipo filial de la Real Sociedad Gimnástica de Torrelavega, club de fútbol de la ciudad española de Torrelavega. Actualmente (temporada 2012/2013) juega en la Regional Preferente de Cantabria.

## Uniforme
- Primera equipación: Camiseta a rayas verticales blancas y azules, pantalón blanco, medias azules con rayas horizontales blancas.
- Segunda equipación: Camiseta roja con una cruz verde, pantalón y medias de color rojo.

## Estadio
La Gimnástica de Torrelavega B juega sus partidos en El Malecón con capacidad para 6007 espectadores.

## Trayectoria
| Temporada | Categoría           | puesto     | Logros                                      |
| --------- | ------------------- | ---------- | ------------------------------------------- |
| 1992-93   | Primera Regional    | 1.º        | Asciende                                    |
| 1993-94   | Regional Preferente | 1.º        | Asciende                                    |
| 1994-95   | Tercera División    | 9.º        |                                             |
| 1995-2002 |                     | No compite |                                             |
| 2002-03   | Primera Regional    | 2.º        | Asciende                                    |
| 2003-04   | Regional Preferente | 6.º        |                                             |
| 2004-05   | Regional Preferente | 14.º       |                                             |
| 2005-06   | Regional Preferente | 1.º        | Asciende                                    |
| 2006-07   | Tercera División    | 11.º       | Desciende por el descenso del primer equipo |
| 2007-08   | Regional Preferente | 4.º        |                                             |
| 2008-09   | Regional Preferente | 5.º        |                                             |
| 2009-10   | Regional Preferente | 16.º       | Desciende                                   |
| 2010-11   | Primera Regional    | 3.º        | Asciende                                    |
| 2011-12   | Regional Preferente | 7.º        |                                             |
| 2012-13   | Regional Preferente | 5.º        |                                             |

## Datos del club
- Temporadas en 1.ª: 0
- Temporadas en 2.ª: 0
- Temporadas en 2.ªB: 0
- Temporadas en 3.ª: 2
- Debut en Tercera división española: 94-95
- Mejor puesto en la liga: 9.º (Tercera división española temporada 94-95)
- Peor puesto en la liga: 11.º (Tercera división española temporada 06-07)

## Palmarés
- Regional Preferente (2): 1993-94, 2005-06
- Primera Regional (1): 1992-93
- Subcampeón de la Primera Regional (1): 2002-03